# Nephele subvaria
Nephele subvaria là một loài bướm đêm thuộc họ Sphingidae.

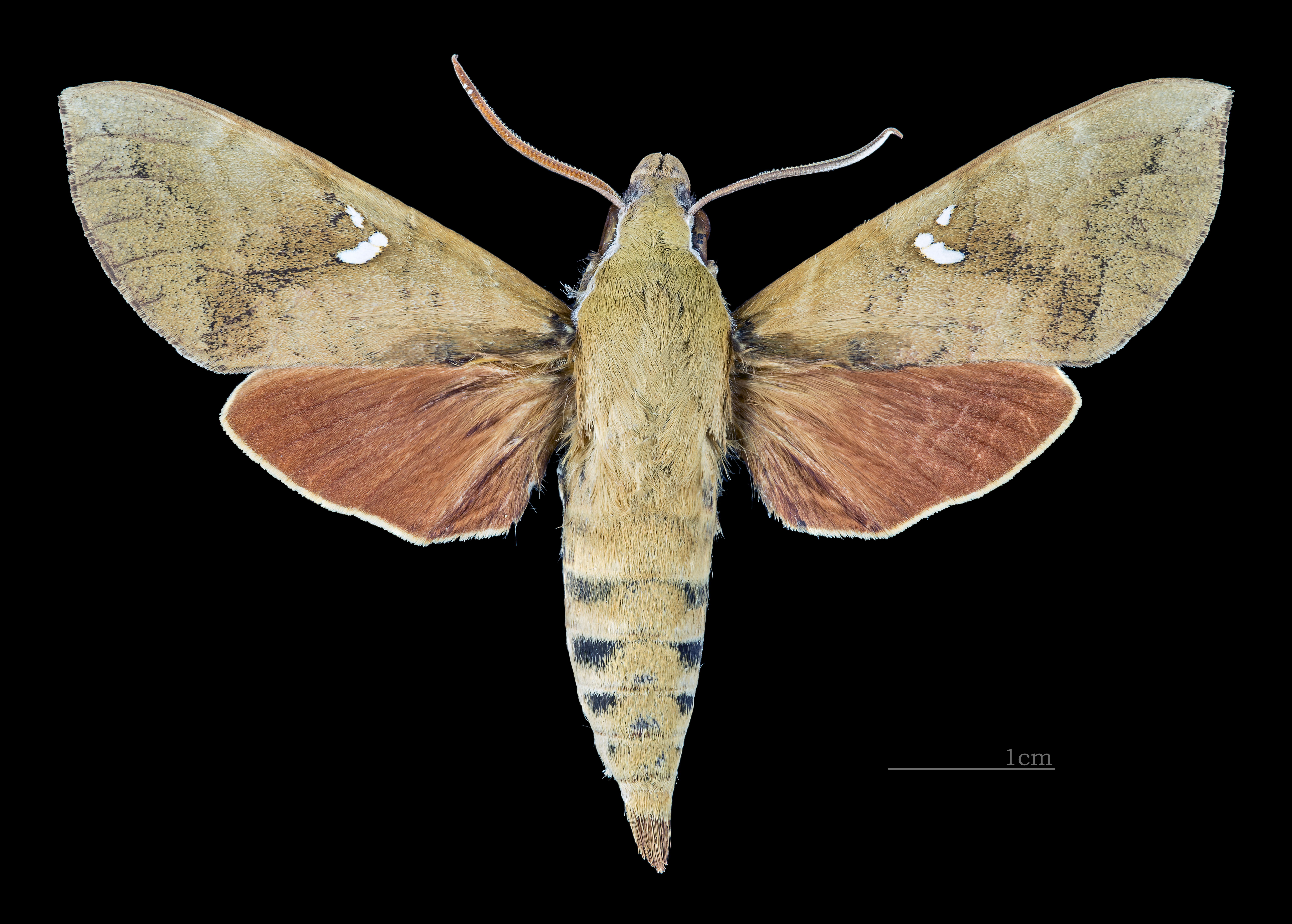
♂
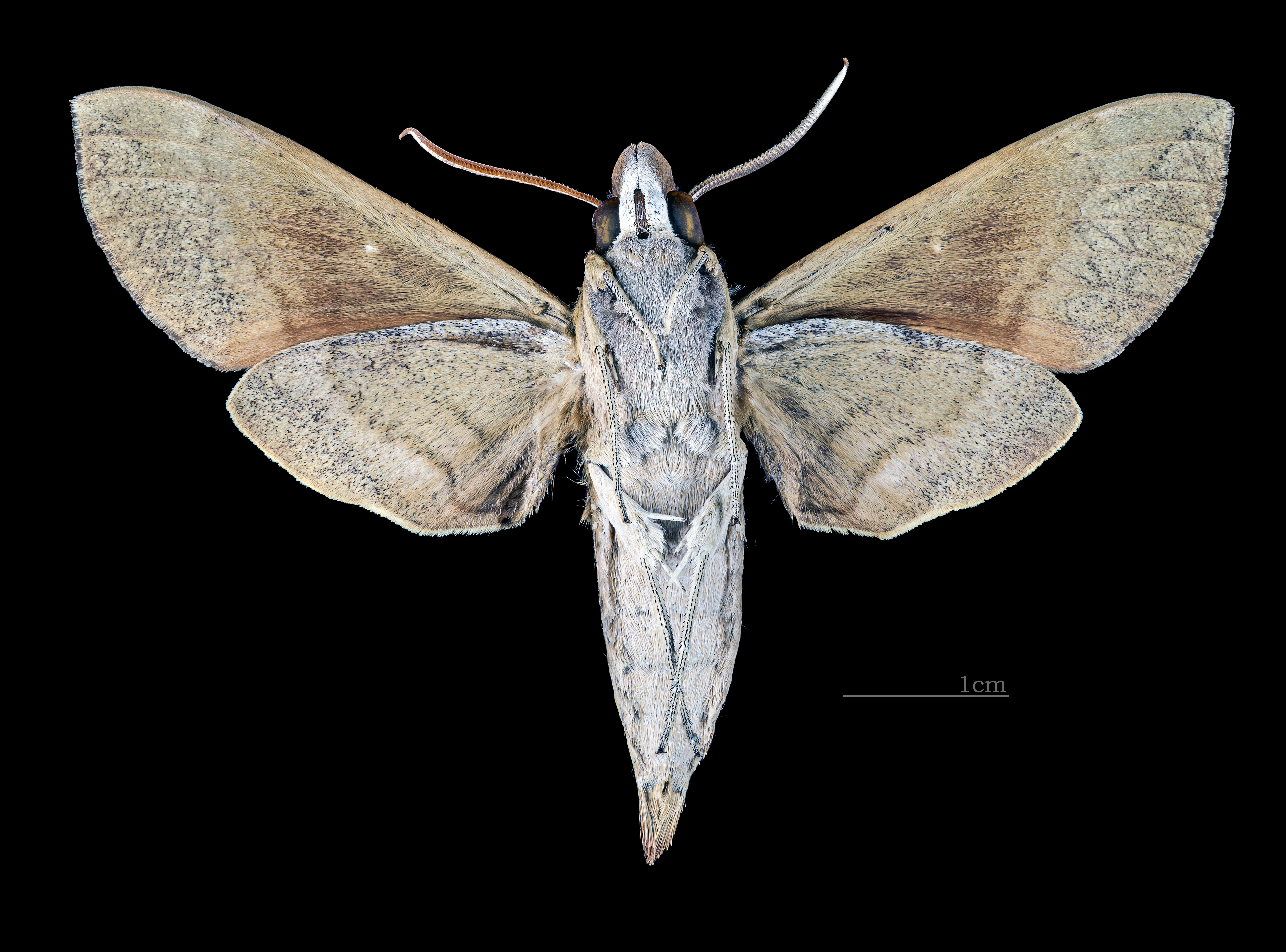
♂ △
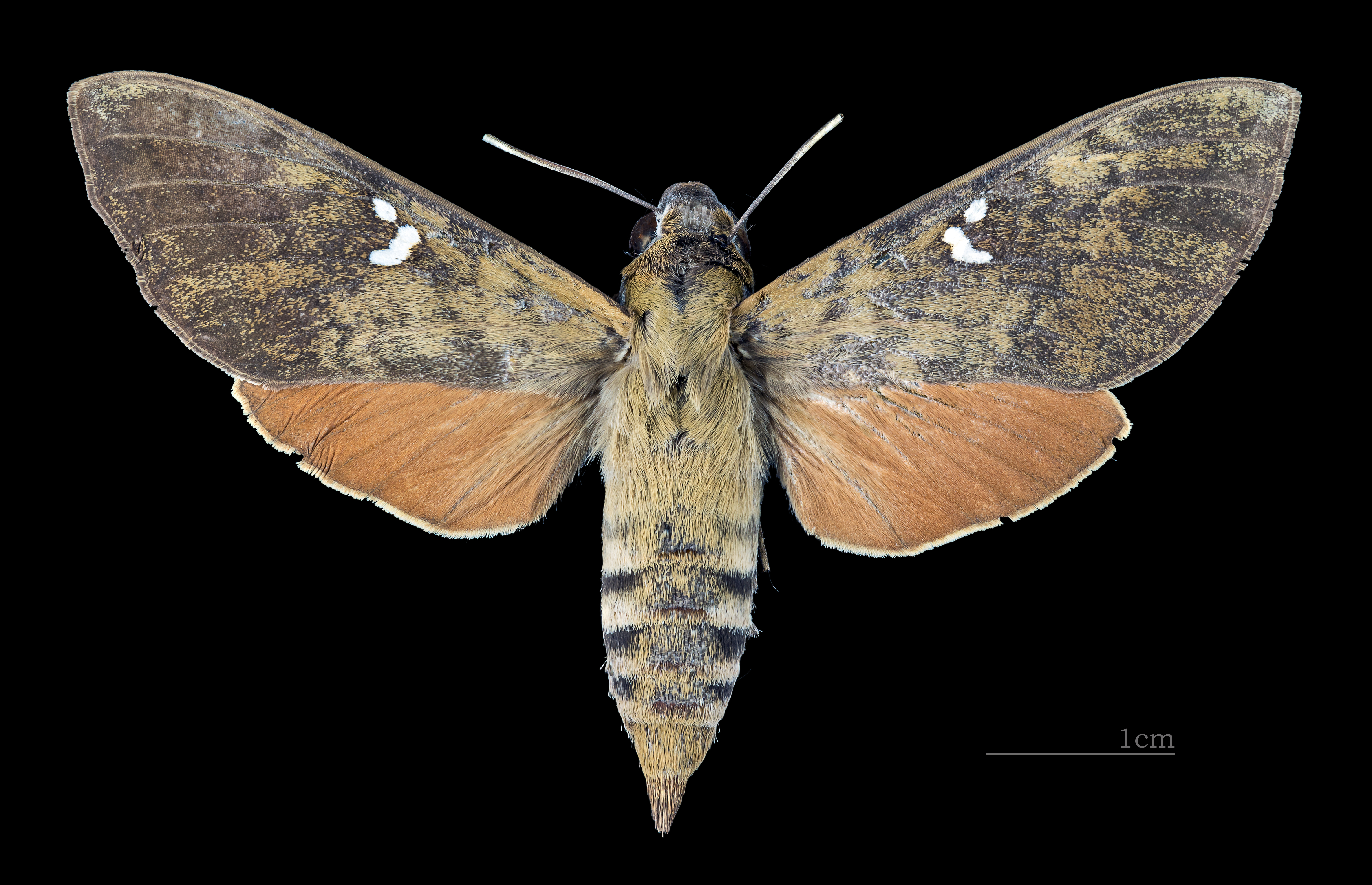
♀
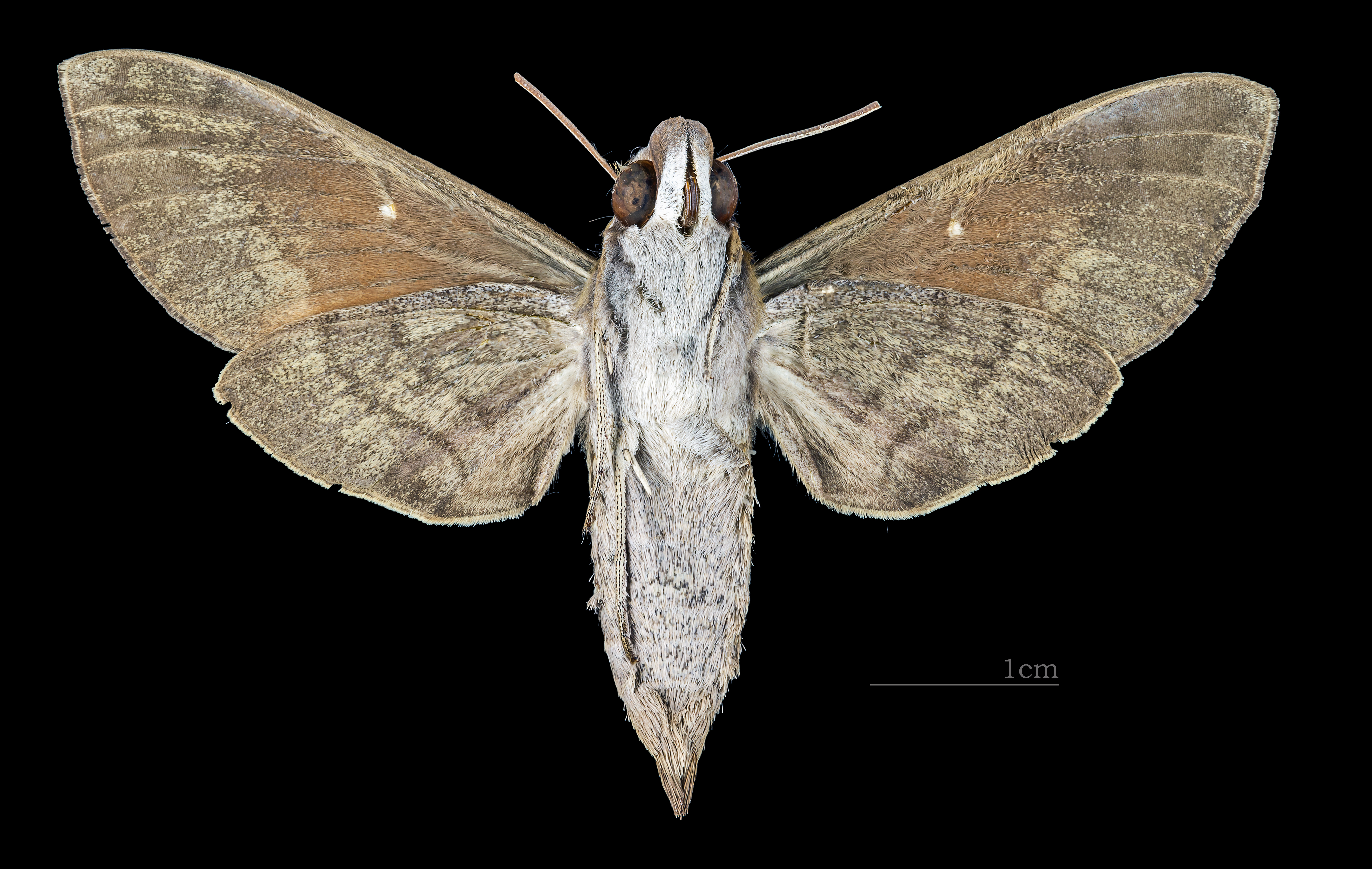
♀ △